# Christopher Fraser
Christopher James Fraser, né le 25 octobre 1962, est un ancien homme politique du parti conservateur britannique. Il est décoré de l'Ordre de l'Empire britannique.

## Biographie
Christopher Fraser naît dans le Hertfordshire. Il étudie à l'Université de Westminster où il obtient un Bachelor of Arts. Il a travaillé comme président d'une société de communication. Il a été élu conseiller au conseil du district de Three Rivers pendant quatre ans à partir de 1992.
Christopher Fraser est élu à la Chambre des communes lors des élections générales de 1997 pour le nouveau siège de Mid Dorset and North Poole en obtenant 681 voix de plus que son principal concurrent. Il prononce son discours inaugural le 4 juillet 1997.